# Fischerinsel (Berlin)
Fischerinsel ist das Wohngebiet auf dem südlichen Teil der Spreeinsel im Berliner Ortsteil Mitte.
Historisch war dieser Teil der Spreeinsel das Marktviertel (2b, siehe Abbildung) im historischen Stadtteil Alt-Kölln. Ab 1954 wurde auf dem etwa acht Hektar große Areal südlich der Gertraudenstraße ein Wohngebiet geplant und dafür der Name Fischerinsel eingeführt. Nach dem Totalabriss der historischen Bebauung in den 1960er Jahren wird seit den 1970er Jahren dieser Teil von Alt-Kölln von Wohnhochhäusern dominiert. Die frühere Bezeichnung Fischerkietz stammt aus der ersten Hälfte des 20. Jahrhunderts, einen historischen Kietz hat es auf diesem Inselteil nicht gegeben. 

## Vorgeschichte

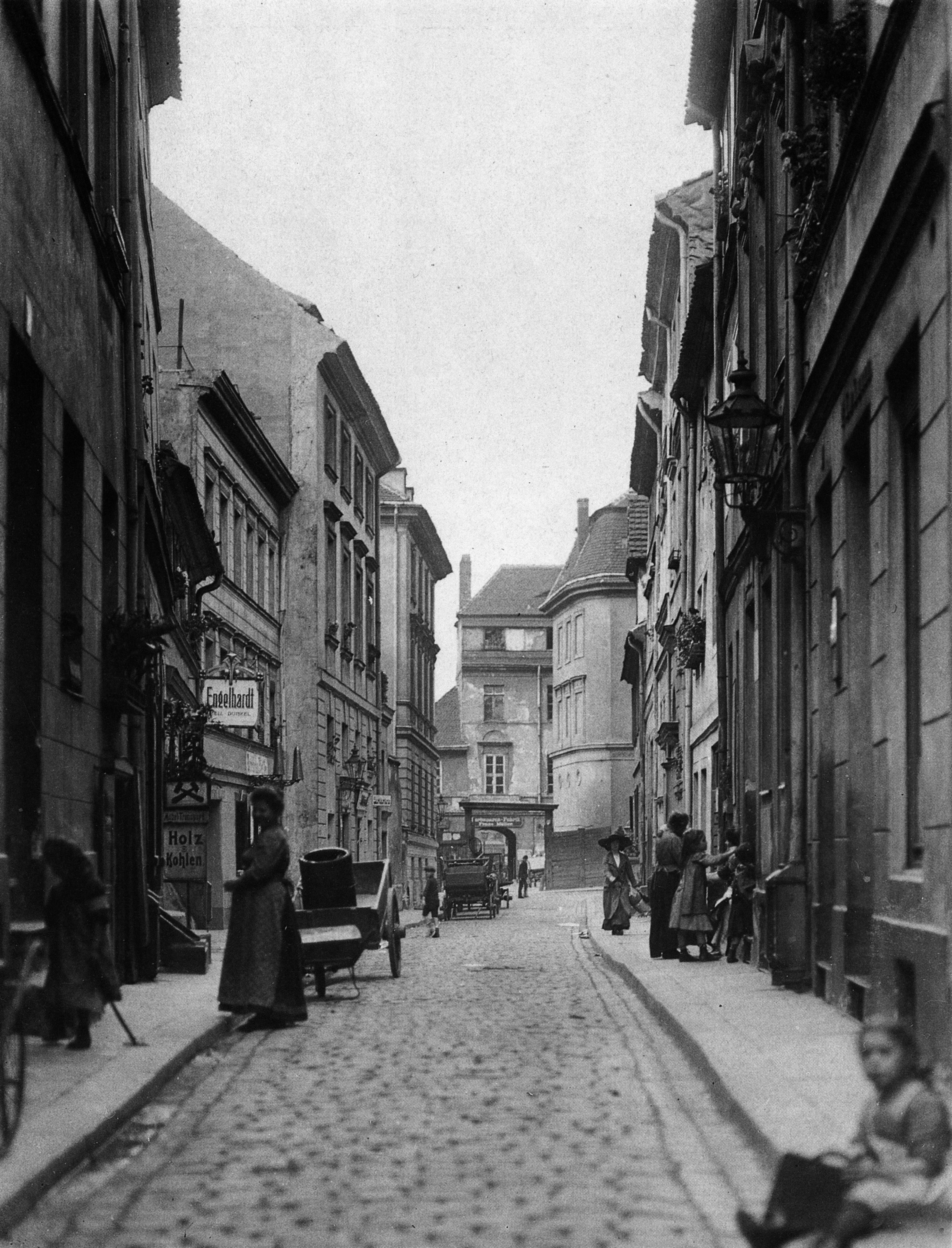
Köllnische Straße auf der Fischerinsel, 1900

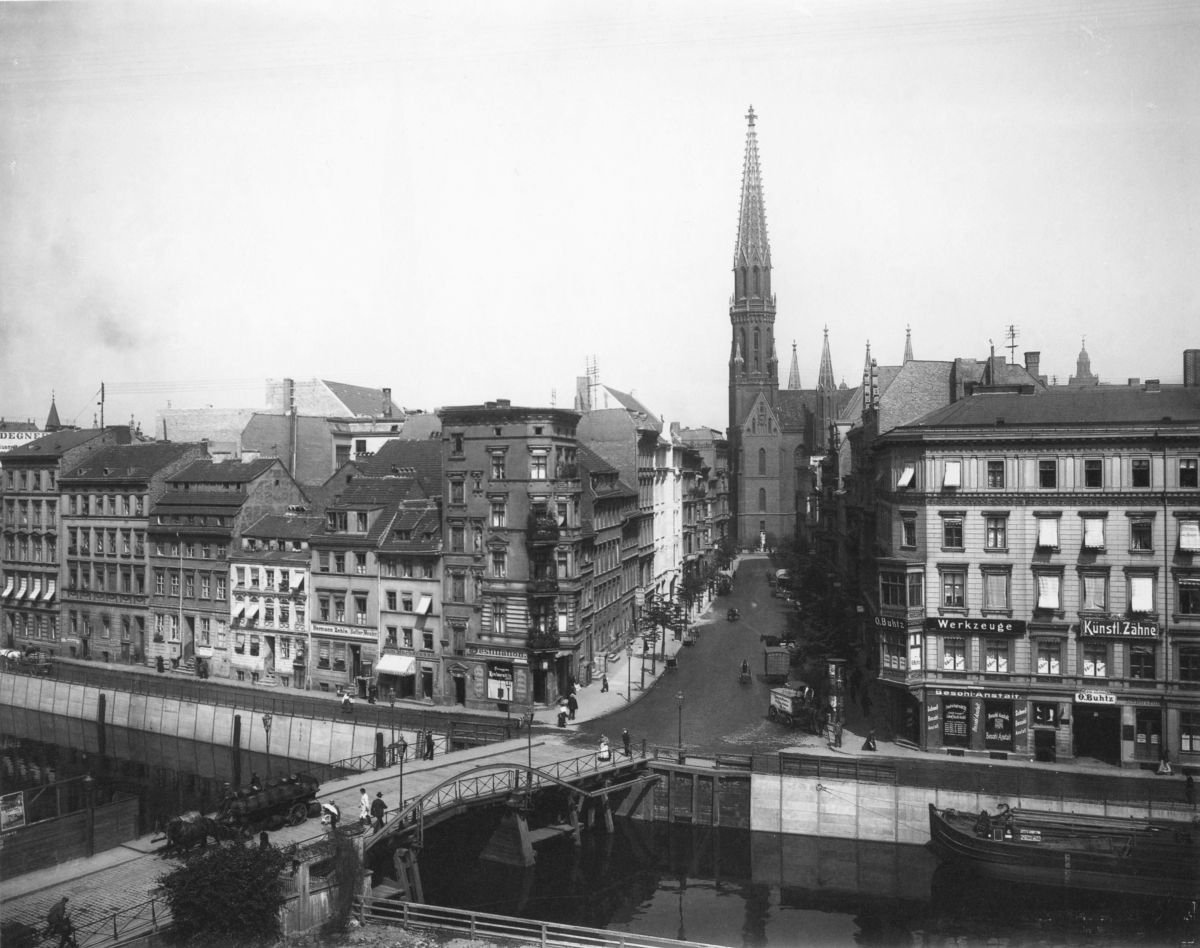
Fischerinsel mit Petrikirche und Grünstraßenbrücke, 1903

### 12.–19. Jahrhundert
Die Siedler der wahrscheinlich von den Askaniern im 12. Jahrhundert an einem Spreeübergang gegründeten Städte Kölln und Berlin kamen aus dem Harzvorland und vom Niederrhein, woher sie vermutlich den Ortsnamen Kölln mitbrachten. Zu ihnen gehörten wegen der Lage am Wasser im südlichen Teil Köllns auch Fischer- und Schifferfamilien. Das zuerst im Jahr 1237 urkundlich erwähnte Kölln ging 1709 zusammen mit anderen Nachbarorten in Berlin auf. Die Regulierung der Spree und des Spreekanals im 17. und 18. Jahrhundert führte zur verstärkten Ansiedlung von Handwerkern aus Holland und von Glaubensflüchtlingen aus Frankreich. Die Ende des 18. Jahrhunderts beginnende Industrialisierung hatte einen Bedeutungsverlust des Fischerei-Gewerbes zur Folge. Dies führte im frühen 19. Jahrhundert zum Stillstand der Bauentwicklung und zu einer Konservierung des Baubestandes, darunter der letzten giebelständigen Häuser Berlins. Ein Teil des Gebietes hieß Speicherinsel, weil an der Fischerstraße ein größerer Speicher erbaut worden war. Die Siedlung galt als „Arme-Leute-Viertel“. Der in späteren Jahrhunderten eingebürgerte Name Fischerkietz bezieht sich nicht wirklich auf einen Kietz, denn der war ursprünglich eine Dienstsiedlung im Umfeld einer Burg, die es in Alt-Kölln oder Alt-Berlin nie gegeben hat. ‚Kietz‘ (auch: ‚Kiez‘) galt als Schimpfwort, dort zu wohnen, war armen Leuten vorbehalten, die auch immer eng zusammenhalten mussten.

### Im 20. Jahrhundert
Die Gegend blieb von der Berliner City-Bildung weitgehend unberührt und galt als rückständig. Reiseführer wie der Baedeker nannten das malerische Viertel den ältesten Teil Berlins, andere empfahlen seine Alt-Berliner Gaststätten wie den Nußbaum touristischen Besuchern. Der Fischerkietz bestand bis dahin aus einem rechtwinklig angelegten Straßennetz von neun kleinen Gassen und Straßen mit insgesamt 16 verschiedenen Namen. Seit den 1920er Jahren plante der Berliner Magistrat, große Teile der Altstadt, darunter den Fischerkietz, abzureißen, um Platz für die Neugestaltung der historischen Mitte Berlins zu gewinnen.

„Aber auf Dauer wird man die Berliner Altstadt doch weder als Wohnstadt noch als Museum retten können. Das Stadtbild, das hier […] einmal entstehen wird, wird unromantisch und traditionsarm, aber dafür hygienischer und wirtschaftlich rationeller sein“

Diese Pläne wurden in der Zeit des Nationalsozialismus weiterverfolgt, konnten aber nur teilweise umgesetzt werden.

## Planung des Wohngebietes

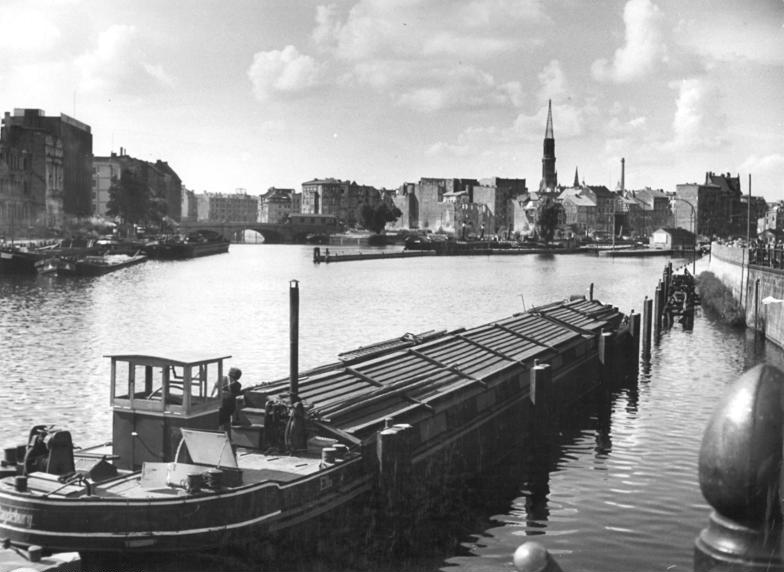
Fischerinsel mit Petrikirche, Blick von der Waisenbrücke, 1952

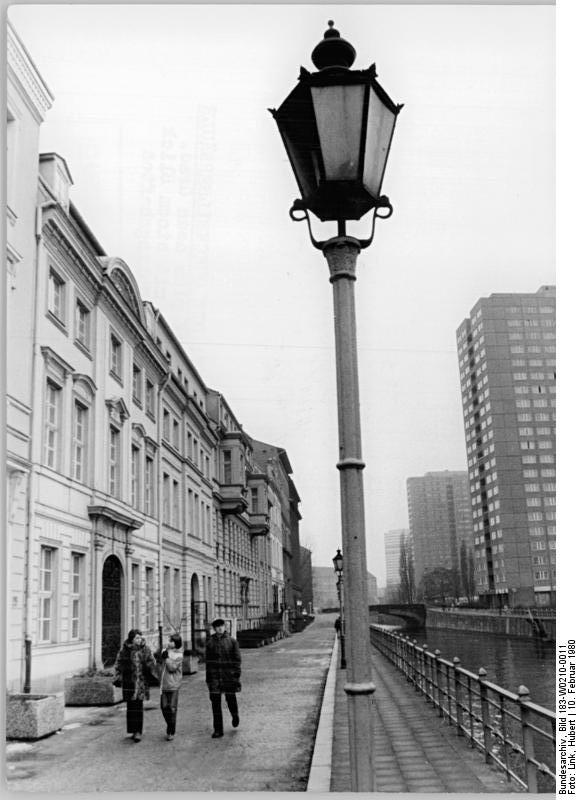
Blick vom Märkischen Ufer über den Spreekanal zur Fischerinsel, 1980

### Situation nach 1945
Im Zweiten Weltkrieg erlitt die Ortslage keine flächenmäßige Zerstörung. Die Fischerstraße war „verhältnismäßig gut über die Zerstörungen des Bombenkrieges“ hinweggekommen. Nach damaliger Einschätzung hätten 40–50 % der Gebäude der Fischerinsel wieder aufgebaut werden können. Im Flächennutzungsplan von 1955 wurde darum die Reparatur der erhaltenswerten Bausubstanz festgelegt.

### Erste Planungen
Das Viertel mit allen zu restaurierenden Baudenkmalen sollte nach der Planung des Ost-Berliner Magistrats unter Bewahrung des Straßengrundrisses und der Grundstücksgrenzen als Wohngebiet bis 1965 wiederaufgebaut werden. Chefarchitekt Hermann Henselmann beauftragte 1957 die Planung der städtebaulichen Reorganisation des Stadtviertels am Fischerkiez. Das Konzept von Hans Schmidt und Georg Münter kombinierte den Neubau von viergeschossigen Gebäuden, der mit teilweisen Abrissen verbunden gewesen wäre, mit der Sanierung der historischen Häuser. Die beiden Architekten Henselmann und Schmidt legen später umfangreiche Pläne hierzu vor. Doch bereits ab 1955 vollzog sich im DDR-Bauwesen eine Wende hin zur strikten Ökonomisierung durch industrielles Bauen und typisierten Wohnungsbau.

### Hochhausplanung
Nachdem der Plan zum Aufbau des Zentrums der Hauptstadt der DDR 1962 beschlossen worden war, wurden jenseits der Gertraudenstraße neue Wohn- und Regierungsbauten errichtet, mit wenig Rücksicht auf den historischen Stadtgrundriss. Schließlich sah das 1966 aufgestellte Programm zum Aufbau des Berliner Stadtzentrums den Bau von Wohnhochhäusern in einem Ring um das Stadtzentrum vor.

## Errichtung des Wohngebietes Fischerinsel

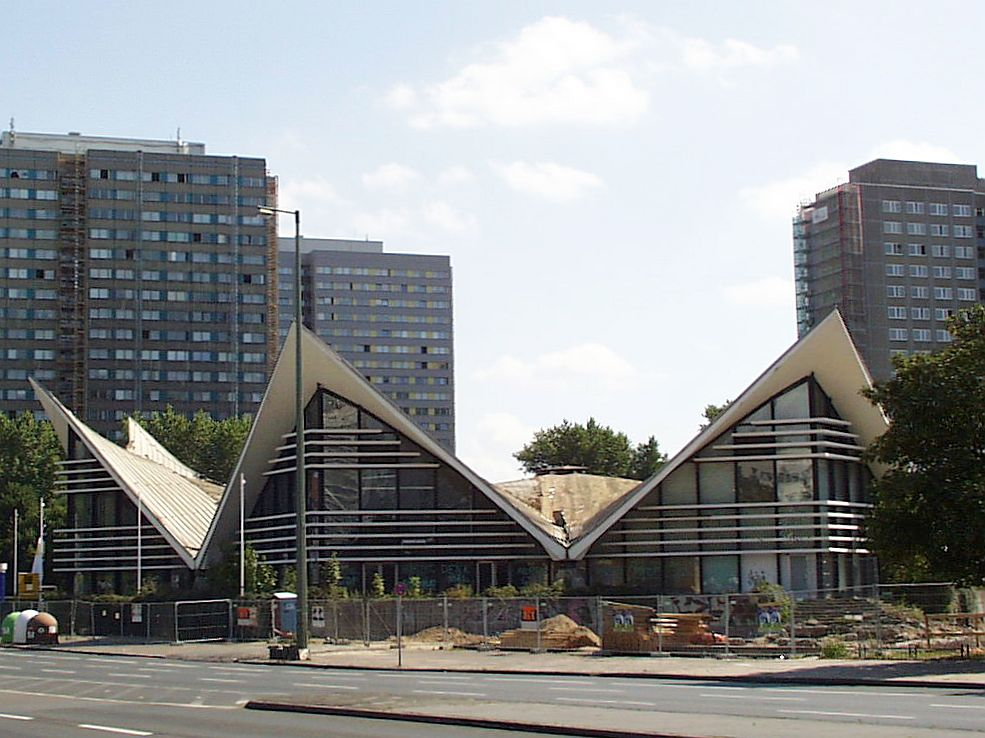
Hochhausbebauung auf der Fischerinsel mit Ahornblatt im Vordergrund, 2000

Bei der in Vorbereitung der Errichtung der Neubauten erfolgten Kahlschlagsanierung wurden die historischen Häuser in diesem Teil Alt-Köllns abgebrochen, darunter 30 Baudenkmale, und sechs 21-geschossige Gebäude in Großtafelbauweise des Typs WHH GT 18 mit jeweils 240 Wohnungen bis 1973 errichtet. So verschwand das jahrhundertelang bestehende Straßennetz bis auf die Roßstraße und Gertraudenstraße, die im Sinne der autogerechten Stadt stark verbreitert wurde.
Zwischen 1969 und 1973 wurden auf der Fischerinsel sechs Wohnhochhäuser errichtet, in die vor allem Regierungsangestellte und Funktionäre, aber auch Künstler, Wissenschaftler, Architekten, ausländische Diplomaten und Korrespondenten einzogen. Die Konzeption der Hochhäuser erarbeiteten Manfred Zumpe und Hans-Peter Schmiedel (1929–1971). Sie wurden dafür 1970 mit einem Ersten Preis für das beste Bauwerk des Jahres geehrt.
Neben einer Schwimmhalle entstand als gesellschaftliches Zentrum des Wohngebietes in extravaganter Architektur mit einem von Ulrich Müther entworfenen freitragenden Betondach die Großgaststätte Ahornblatt. Zur jenseits des südlichen Teils des Spreekanals 1968/1969 errichteten Traditionsinsel Märkisches Ufer gehören Nachbauten des 1967/1968 in der Breiten Straße abgerissenen Ermelerhauses und eines barocken Wohnhauses, das bis zu seinem Abriss 1969 auf der gegenüberliegenden Friedrichsgracht gestanden hatte.

## Entwicklung nach 1990

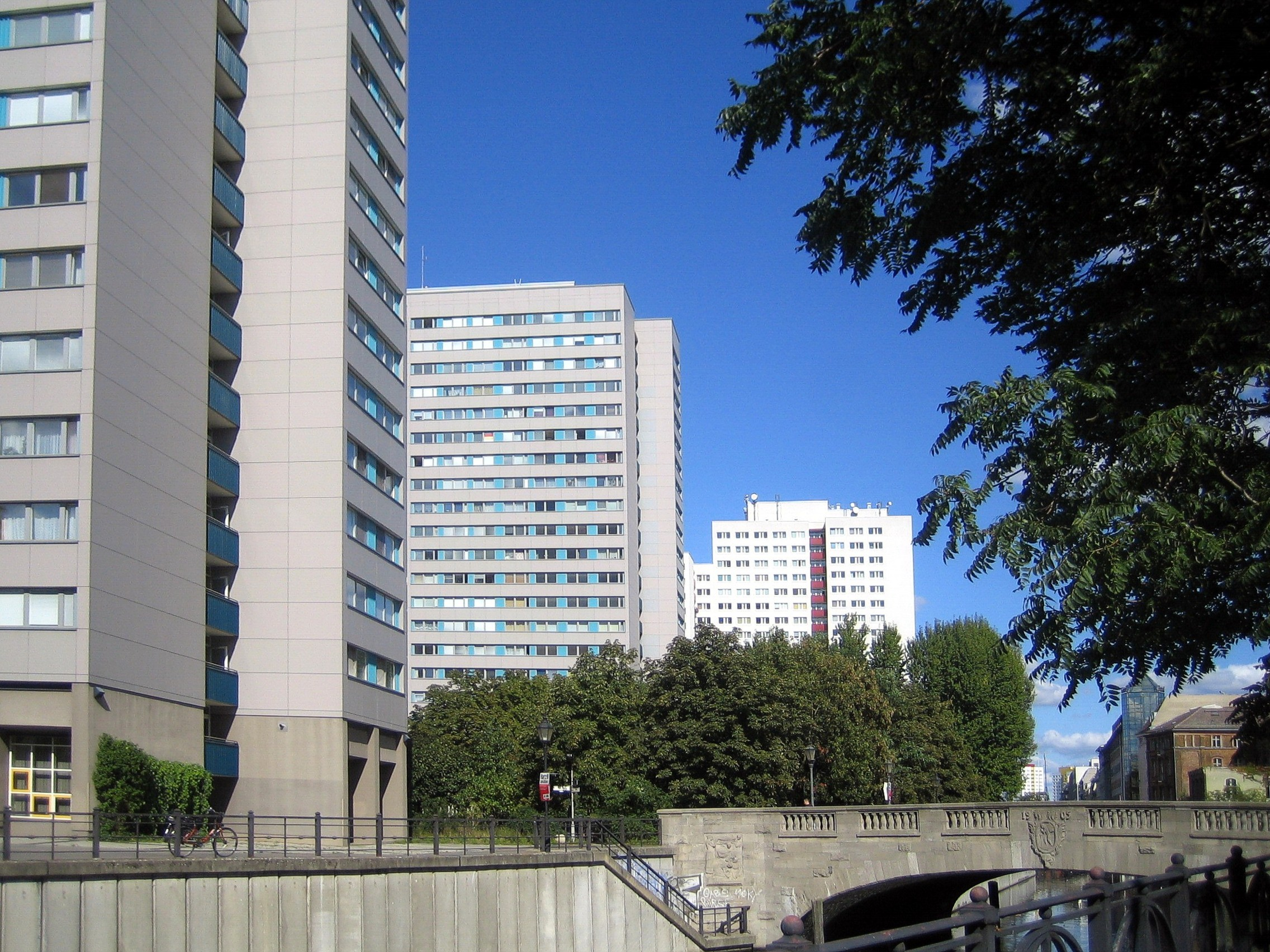
Fischerinsel mit Hochhausbebauung und Grünstraßenbrücke, 2009

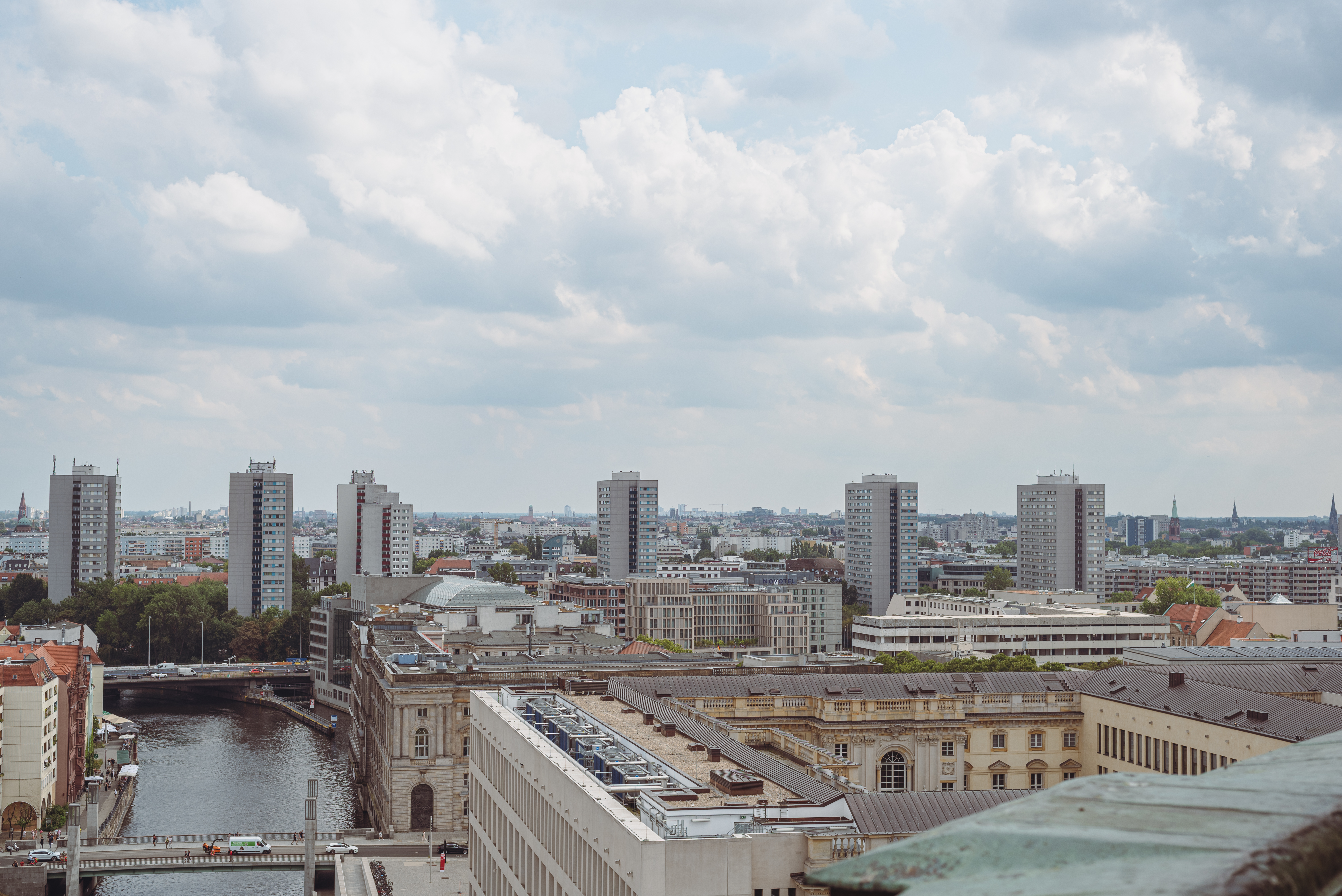
Blick vom Berliner Dom auf die Hochhäuser der Fischerinsel, 2024

Im Jahr 2000 wurde das Ahornblatt mit allen Nebengebäuden, trotz zahlreicher Proteste, abgebrochen. An seiner Stelle wurden zwei Wohn- und Geschäftshäuser errichtet.
Entsprechend dem Planwerk Innenstadt gab es Überlegungen, das Wohngebiet Fischerinsel nachzuverdichten, das heißt, zusätzliche Gebäude am Köllnischen Fischmarkt und in der Gertraudenstraße zu errichten. Bis 2020 sollte die Promenade Friedrichsgracht neu gestaltet werden.
2023 wurde die an die Spree grenzende Grünanlage am Haus Fischerinsel 2 neu gestaltet. Im selben Jahr wurde ein Neubau mit 210 Wohnungen an der Kreuzung Fischerinsel/Mühlendamm fertiggestellt.